# Pointe Denis

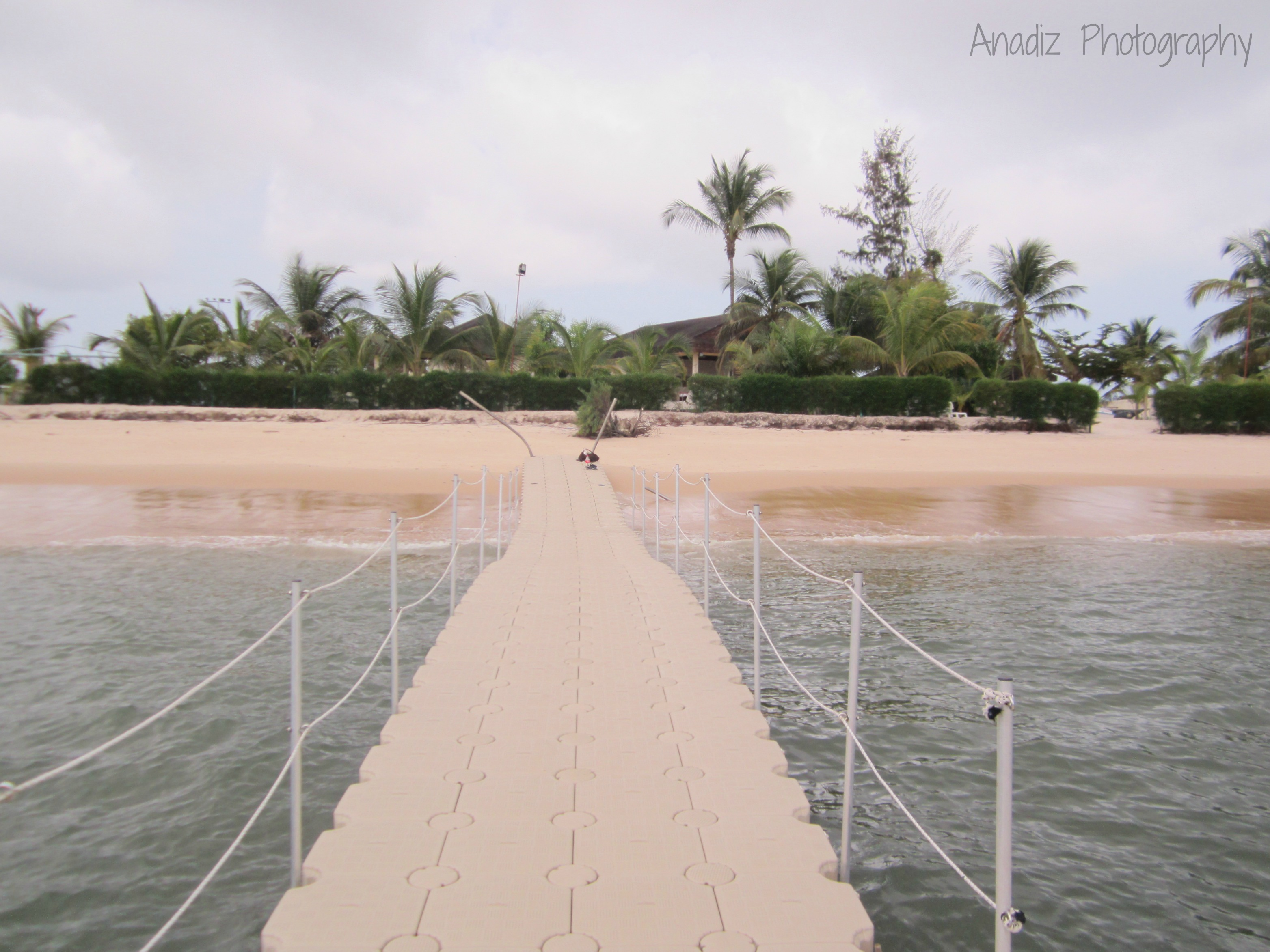
Pointe Denis

Pointe Denis situada em frente de Libreville esta ponta é conhecida pela beleza das suas praias. Faz parte da província gabonesa do Estuaire.